# Tjudniv
Tjudniv (ukrainsk: Чуднів, polsk: Cudnów, jiddisch: טשודנאווו, russisk: Чу́днов) er en by i Zjytomyr rajon, Zjytomyr oblast, Ukraine. Før 2020 var den det administrative centrum for det tidligere Tjudniv rajon. Byen har 5.357 (2022) indbyggere.
Tjudniv ligger ved floden Téteriv, en højre biflod til Dnepr, 55 km sydvest for oblastens hovedby Zjytomyr og 39 km nordvest for byen Berdytjiv. Gennem Tjudniv løber hovedvej N 03, som forbinder Khmelnytskyj med Zhytomyr, og syd for landsbyen løber Kovel-Kosyatyn-jernbanelinjen med en station i landsbyen Vilshanka.

## Historie
Et vigtigt slag, Slaget ved Tjudniv i Den polsk-russiske krig (1654–1667) blev udkæmpet nær byen i 1660, efterfulgt af en traktat mellem Den polsk-litauiske realunion og Kosakkerne, opkaldt efter byen. Den jødiske befolkning var vigtig i byen. Under 2. verdenskrig besatte tyskerne byen og holdt jøderne fængslet i en ghetto. I 1941 blev de myrdet i massehenrettelser begået af en Einsatzgruppen bestående af tyskere og ukrainske politifolk.

## Galleri
- Tjudniv tegnet af Napoleon Orda
- Den katolske kirke
- Fødselskirken i Tjudniv